# 佐藤淑子
佐藤 淑子（さとう よしこ、1955年‐　）は、日本の教育学者。鎌倉女子大学児童学部児童学科教授。

## 略歴
富山県生まれ。卒業大学不詳。ハーヴァード大学大学院教育学修士課程修了、ロンドン大学教育研究所 博士課程修了、Ph.D.。鶴川女子短期大学助教授、2009年鎌倉女子大学教授、児童学部長。

## 著作

### 単著
- 『イギリスのいい子 日本のいい子　自己主張と我慢の教育学』中公新書　2001年）
- 『考えるモノサシを教わるイギリスの子ども 豊かなものを教わる日本の子ども』青春出版社（2002年）
- 『日本の子どもと自尊心 自己主張をどう育むか』中公新書、2009

## 参考
- [ISBN 978-4-12-101578-5]